# Vasalemma (Fluss)
Der Fluss Vasalemma (estnisch: Vasalemma jõgi) ist ein Fluss im estnischen Kreis Harju.
Er entspringt beim Dorf Kernu (in der gleichnamigen Gemeinde), fließt durch das Gebiet der Gemeinde Vasalemma und mündet beim Dorf Madise (Gemeinde Padise) an der Bucht von Pakri in die Ostsee. Mit einer Länge von 50 km ist er einer der längeren Flüsse Nordestlands.